# The Sims 4: Компактная жизнь
The Sims 4: Компактная Жизнь (англ. The Sims 4: Tiny Living) — каталог, выпущенный для игры The Sims 4. Ключевая особенность — испытание для участка, требующее от игрока строить дома с как можно меньшим пространством, а также коллекция мебели для малых пространств.
При создании каталога, разработчики обращались к популярному на тот момент тренду на создание маленьких домов и квартир.

## Игровой процесс
Каталог вводит испытание участка — крошечный дом. Игрок должен обустроить дом с как можно более малым пространством. Это испытание является своего рода головоломкой, а именно каким образом можно расположить мебель, чтобы сэкономить место, но при этом чтобы cимы по прежнему могли перемещаться в пространстве.  
На таких участках активируются разные баффы, например повышенный комфорт, ускорение развитий отношений или понижение налоговых счетов. Есть три уровня сложности строительства маленького дома — на 100, 64 и 32 плиток. Каждый этап наделяет участок двумя баффами, в итоге их количество может достигать шести. Игра не считает плитки, размещённые на улице, бассейны, хотя балконы учитываются. 
«Компактная Жизнь» предоставляет коллекцию мебели в современном стиле, подходящей для небольших пространств. Некоторые предметы могут совмещать несколько функций, например шкаф с телевизором можно использовать также для прослушивания музыки и как книжный шкаф. 
Каталог добавляет шкаф-кровать. При попытке опустить кровать есть шанс упасть под неё и умереть от удара. Аналогичная механика присутствовала в «The Sims 2: Переезд в квартиру» и «The Sims 3: Студенческая жизнь». Призраки, убитые кроватью могут мешать симам спать, вытягивать из них энергию и овладевать симами.

## Разработка и выход
Когда разработчики выбирали тему для каталога, они упоминали тренд на крошечные дома и жилые пространства, в том числе популярный у игровой аудитории The Sims 4: «Это экологично, менее затратно и бесконечно уютнее, чем жизнь в большом доме».
При работе над коллекцией мебели, разработчики вдохновлялись стилем Hygge, популярным в Дании и который призван создать уютную и гостеприимную атмосферу. Отвечая на вопросы по поводу отсутствия некоторых предметов, которые подходили бы тематике каталога, например двухъярусные кровати, разработчики объяснили это ограниченностью бюджета на разработку каталога и что двухъярусные кровати сложнее в разработке, чем кровать-мерфи и что они предлагали бы меньше геймплея. Разработчикам приходилась идти на компромиссы.
Каталог был анонсирован 8 января 2020 года, тогда же был выпущен трейлер, раскрывающий детали игрового процесса. Каталог вышел 21 января 2020 года для персональных компьютеров Windows и Max, и 4 февраля 2020 года для PlayStation 4 и Xbox One.

## Критика
| Сводный рейтинг    | Сводный рейтинг |
| Агрегатор          | Оценка          |
| ------------------ | --------------- |
| Metacritic         | 73%             |
| Иноязычные издания |                 |
| Издание            | Оценка          |
| TheGamer           | [ 12 ]          |
| XGN                | 80%             |
| Impulsegamer       | [ 13 ]          |
| Cubed3             | 6/10            |

Оценка каталога у игровых критиков была смешанной, средняя оценка по данным агрегатора Metacritic составила 73 балла из 100 возможных. Дастин Бейли c сайта PCGamesN с сарказмом заметил, что каталог позволяет моделировать бедственное положения миллениалов, «позволяя строить тесные жилые помещения вашей мечты».
Хелен Эшкрофт с сайта TheGamer заметила, что каталог подойдёт далеко не всем игрокам, так как он ориентирован прежде всего на строителей. Одновременно он позволяет игрокам-строителям делать вызов самим себе и развлечёт их на долгое время вместе с новым типом испытания участка. Одежды мало, но коллекция предметов впечатляет, она идеально подходит для малых помещения и общежитий. 
Критик XGN назвал «Компактную Жизнь» забавным и уникальным DLC от EA, который является нечто большим, чем просто каталогом с коллекцией мебели. «Компактная Жизнь» — это вызов, как для игроков, так и симов, которая добавляет много интересных аспектов и хорошо сочетается с другими DLC, например со студенческой жизнью
Критик сайта Impulse Gamer оценил коллекцию мебели в минимализме, однако он счёл тематику каталога нишевой, а количество её контента — недостаточным, хотя его больше, чем кажется на первый взгляд. За этим дополнением можно весело провести несколько часов, но в конечном итоге оно не стоит своей цены.
Лилли Киршнер с сайта Cubed3 назвала идею каталога не до конца реализованным потенциалом, упоминая, что в качестве предметов можно было бы добавить столы, откидывающиеся от стены или возможность сделать комнату-галерею — создавать полуэтажи например для размещения кроватей. Киршнер заметила, что «Компактная Жизнь» в целом не разочаровывает, но и не достаточно интересна, её материал можно было бы добавить в более крупное дополнение. Каталог определённо понравится тем, кто любит искать испытания в The Sims 4.